# کوین کنرلی
کوین کنرلی (انگلیسی: Kevin Kennerley؛ زادهٔ ۲۶ آوریل ۱۹۵۴) ورزشکار فوتبال اهل بریتانیا است.
از باشگاه‌هایی که در آن بازی کرده‌است می‌توان به باشگاه فوتبال آرسنال، باشگاه فوتبال برنلی، باشگاه فوتبال سوانزی سیتی، باشگاه فوتبال پورت ویل، باشگاه فوتبال استافورد رانجرز، باشگاه فوتبال نانت‌ویچ، و باشگاه فوتبال درویلزدن اشاره کرد.